# Тшебешево
Тшебешево (пол. Trzebieszewo, нім. Tribsow) — село в Польщі, у гміні Камень-Поморський Каменського повіту Західнопоморського воєводства.
Населення — 412 осіб (2011).
У 1975-1998 роках село належало до Щецинського воєводства.

## Демографія
Демографічна структура станом на 31 березня 2011 року:
|          | Загалом | Допрацездатний вік | Працездатний вік | Постпрацездатний вік |
| -------- | ------- | ------------------ | ---------------- | -------------------- |
| Чоловіки | 211     | 46                 | 144              | 21                   |
| Жінки    | 201     | 43                 | 123              | 35                   |
| Разом    | 412     | 89                 | 267              | 56                   |